# 신안군의회
신안군의회는 전라남도 신안군 지역을 관할하는 기초의회이다.